# Agave salmiana
Agave salmiana, de nombre común maguey pulquero, manso o de montaña, es una planta suculenta de origen mexicano, a partir de cuyo zumo se produce la bebida alcohólica llamada pulque. En una lengua del Caribe, maguey era el nombre que los nativos daban a las plantas de sábila o aloe; cuando los españoles arribaron a las Antillas en el siglo XVI, conocieron de la planta e hicieron extensivo el nombre a todas las otras de forma similar que encontraron a su paso por las Américas. Así fue como más de 400 variedades de plantas amarilidáceas fueron llamadas magueyes. Tan solo en México crecen y prosperan al menos 136 especies, 26 subespecies, 29 variedades y 7 formas de magueyes, desde los pequeños magueyes henequeneros cuyas fibras utilizaron los antiguos nativos meso americanos para proveerse de vestimenta y gran número de utensilios, hasta los gigantescos magueyes del altiplano mexicano que llegan a alcanzar tres metros de altura y 10 metros de circunferencia.

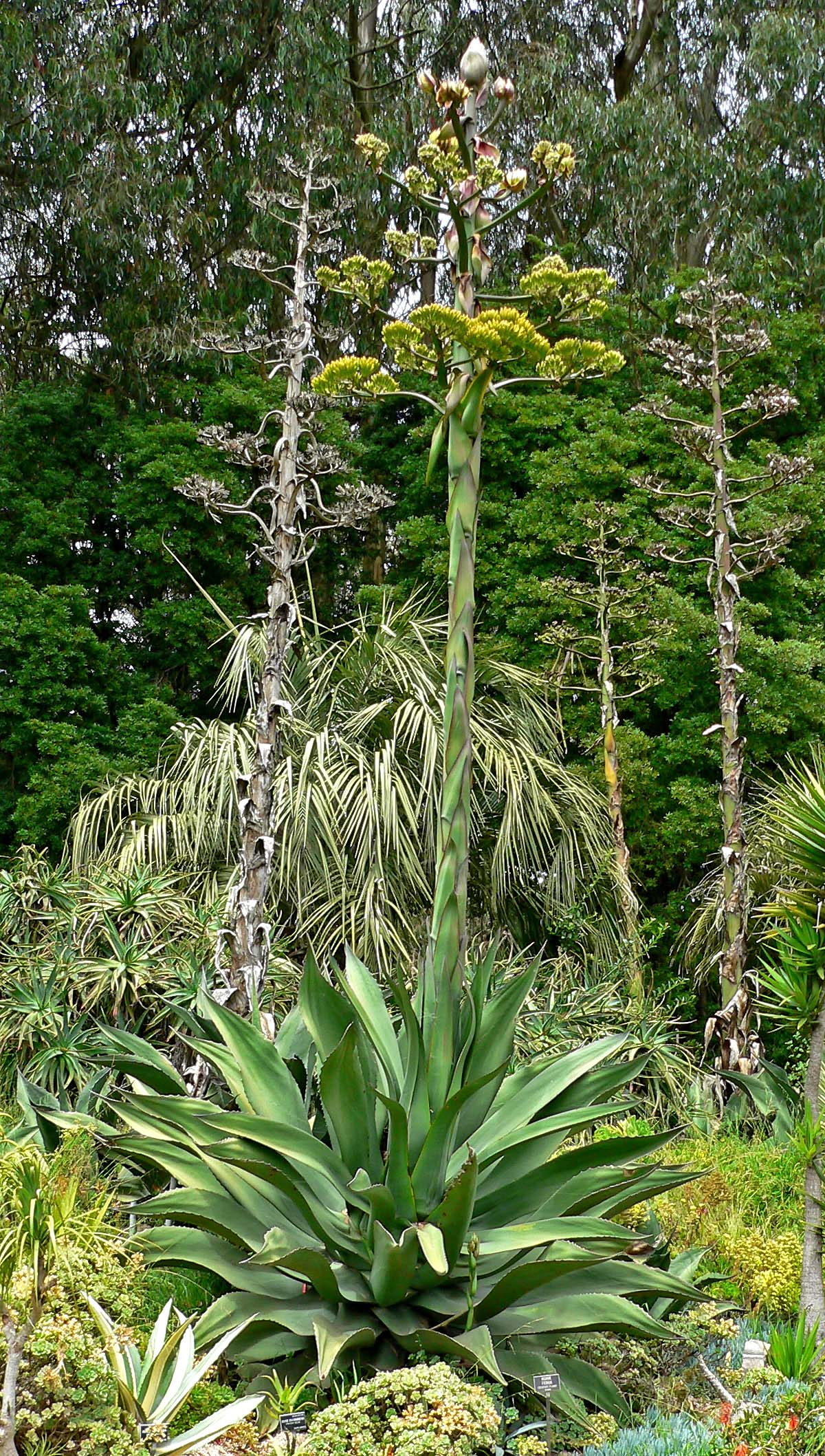
Inflorescencia

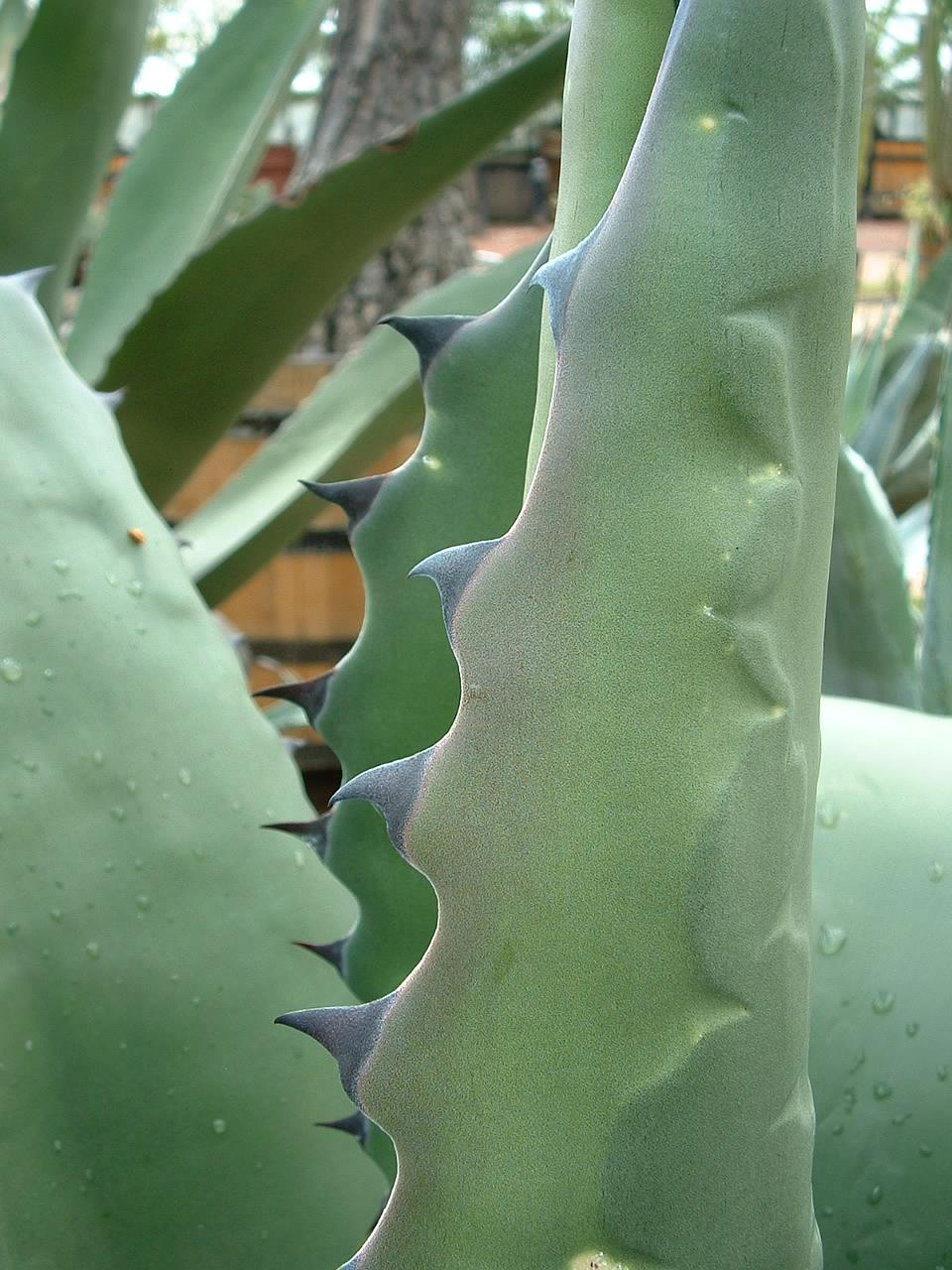
Detalle de la hoja

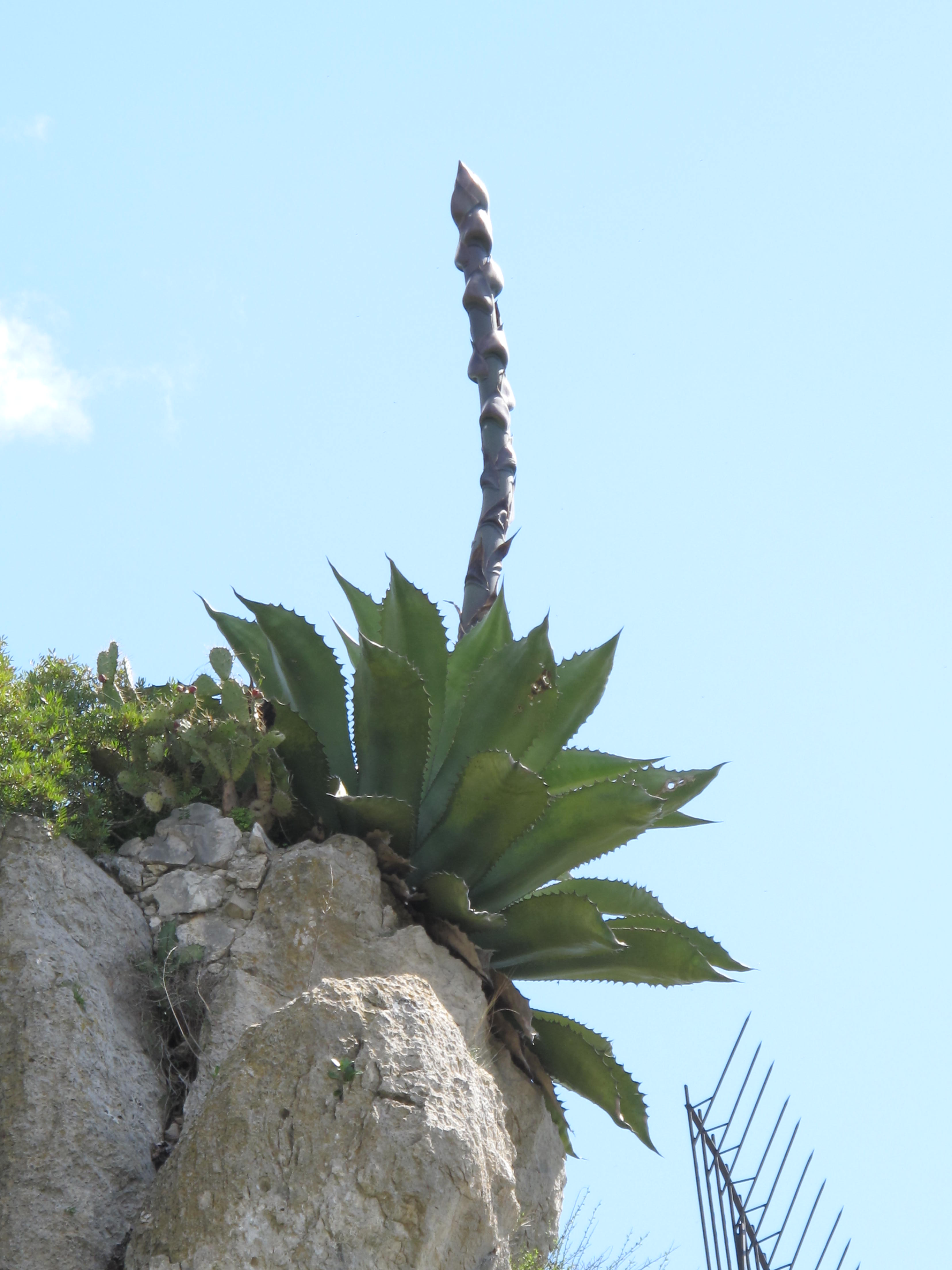
En su hábitat

## Historia
A mitad del siglo XVIII, el naturalista sueco Carlos Linneo nombró a los magueyes como agave o agaváceas, sin duda porque encontró en dichas plantas algo de "ilustre o admirable", precisamente ese es el significado de agave en la voz grecolatina agavus.[cita requerida]
Los antiguos mexicanos utilizaron diversas formas para obtener el jugo de los agaves o magueyes; una de ellas consiste en abrir el corazón de la planta aún viva y partirlo y rasparlo para que rezuma los jugos cristalinos y viscosos. El sabor es dulce y ligeramente astringente, es una bebida refrescante y alimenticia por su contenido de azúcar. Si se le deja reposar inicia la fermentación de la bebida y su color cambia de un color cristalino a un blanco lechoso con bajo contenido alcohólico. La bebida así obtenida recibe el nombre de Pulque. En cantidades moderadas el pulque es alimenticio y estimulante, sin embargo en cantidades mayores puede causar los mismos estragos que produce cualquier bebida con alcohol.
El pulque fue la bebida más estimulante que conocieron los antiguos mexicanos hasta antes de la llegada de los españoles. La embriaguez entre los antiguos mexicanos solía ser castigada hasta con la muerte.
Los antiguos mexicas llamaron en su lengua (náhuatl) al maguey como metl o mexcalmetl, es de este último nombre de donde proviene el nombre de Mezcal, una bebida con alta graduación alcohólica que se elabora a partir de la piña o corazón del maguey. No existen indicios que permitan suponer que los antiguos nativos mexicanos conocieran el proceso de destilación de la bebida, proceso que se requiere para aumentar la graduación de alcohol, por lo que es seguro que fueron los españoles quienes iniciaron la destilación de algunas variedades de maguey para obtener bebidas con alta graduación.
Es importante decir que del corazón del maguey tostado o quemado se extraen las pencas o trozos de maguey que son una golosina para chicos y adultos, estas pencas tatemadas y enmieladas por el jugo del agave tienen un sabor dulzón y no se mastican solo se chupan, de la misma manera que los trozos de caña de azúcar recién cortados.

## Usos del maguey
El maguey tiene cuatro usos principales: en elaboración de fibras textiles, en la elaboración de bebidas alcohólicas, como plantas ornamentales y en la gastronomía.
1.- En la elaboración de fibras textiles: desde la época prehispánica en Mesoamérica se utilizó el maguey para confeccionar vestimentas para el pueblo ya que los nobles solían usar ropa de algodón, elaborada a partir del algodón silvestre que se podía obtener. En la actualidad existe una industria bien posicionada que elabora prendas y jergas a partir del maguey y el henequén.
2.- En la elaboración de bebidas alcohólicas: destacan las industrias productoras de tequila y mezcal, aun cuando a nivel artesanal se producen el sotol, el bacanora y el pulque. Junto al tequila, llamada la bebida nacional de México se ha desarrollado una infraestructura de tales alcances que llega hasta el comedor, cientos de recetas del folclore mexicano y de la alta cocina llevan como ingrediente esta bebida.
3.- Plantas ornamentales, la utilización de plantas de maguey o agave para engalanar jardines está muy extendido en el mundo, lo mismo se utilizan en grandes residencias que en humildes casas y este uso que se le da a la planta es en el que se pueden apreciar todas sus variedades, desde las muy conocidas hasta las exóticas.
4.-Gastronomía, se usa para elaborar El mixiote o mexiote (del náhuatl metl 'maguey' y xiotl 'película de la penca') es un platillo típico de México, consistente en carne enchilada cocida al vapor, envuelta en una película que se desprende de la penca del maguey pulquero (Agave salmiana).

## Taxonomía
El Agave salmiana fue descrito por Otto ex Salm-Dyck y publicado en Bonplandia 7: 88. 1859.
Etimología
Agave: nombre genérico que fue dado a conocer científicamente en 1753 por el naturalista sueco Carlos Linneo, quien lo tomó del griego Agavos. En la mitología griega, Ágave era una ménade hija de Cadmo, rey de Tebas que, al frente de una muchedumbre de bacantes, asesinó a su hijo Penteo, sucesor de Cadmo en el trono. La palabra agave alude, pues, a algo admirable o noble.
salmiana: epíteto
Variedades
- Agave salmiana var. angustifolia A.Berger
- Agave salmiana subsp. crassispina (Trel.) Gentry
- Agave salmiana var. ferox (K.Koch) Gentry - Agave feroz o Maguey manso o Tlacamel.
- Agave salmiana subsp. salmiana

Sinonimia
- Agave atrovirens var. salmiana (Otto ex Salm-Dyck) Maire & Weiller[4][5]